# Слободской район (Харьков)
Слободской райо́н (укр. Слобідський район, до 17.05.2016 — Коминтерновский) — административный район в юго-восточной части города Харькова. Образован 8 марта 1940 года, в Международный женский день.
Занимает площадь в 24,3 км², что составляет 7,9 % общей площади города. Граничит с Основянским, Салтовским, Немышлянским и Индустриальным районами.

## Общие сведения
Район основан 8 марта 1940 года.

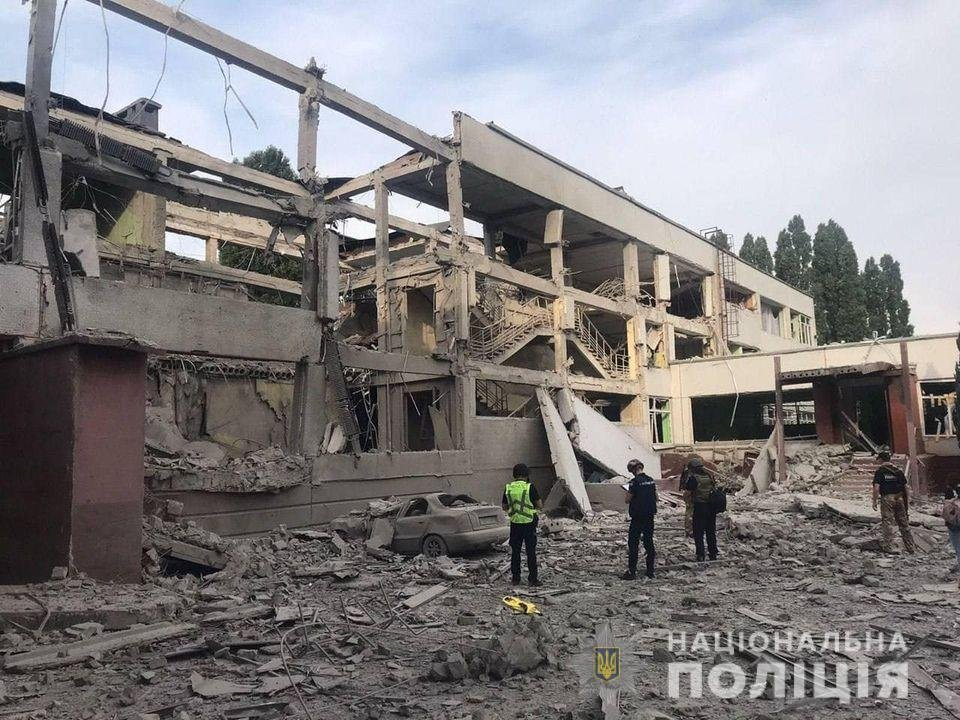
Школа в Слободском районе после российского ракетного удара 10 июля 2022 года во время масштабного вторжения путинских войск в Украину

Население района составляет 148,8 тыс. человек. По этому показателю район на пятом месте после Салтовского, Шевченковского, Киевского и Индустриального районов Харькова.
Жилой сектор:
- местных советов — 618 домов общей площадью 2998,4 тыс. м²;
- ведомственный — 7 многоэтажных домов общ. пл. 2,8 тыс. м² и 10 одноэтажных домов общ. пл. 0,7 тыс. м²;
- ЖСК — 67 домов общ. пл. 270,0 тыс. м²;
- ОСМД — 34 дома общ. пл. 98,2 тыс. м²;
- частный сектор — 2730 частных домовладений.

Основные транспортные артерии:
- Проспект Аэрокосмический
- Проспект Байрона
- Проспект Героев Харькова
- Проспект Льва Ландау
- Улица Георгия Тарасенко
- Улица Морозова
- Проспект Петра Григоренка

## История
Коминтерновский район был образован в 1940 году с передачей территории Харьковского паровозостроительного завода имени Коминтерна — крупнейшего завода города (ныне Завод транспортного машиностроения имени Малышева), находившегося на тот момент на территории Краснозаводского района, от чего и произошло название района.
12 апреля 1973 года часть территории Коминтерновского района отошла ко вновь созданному Фрунзенскому району города.
В 2016 году Коминтерновский район был «декоммунизирован» и переименован в Слободской по названию слободы.

## Достопримечательности
- Стадион «Металлист»
- Здание международного аэропорта «Харьков»
- Дом культуры ХЭМЗ
- Аллея Славы (парк Машиностроителей)
- В состав района входит ЗТМ имени Малышева — крупнейший завод города. В советское время на нём и в пяти его филиалах (в частности, на Агрегатном заводе (заовражная площадка ЗТМ), в Малиновке и Дергачах) работало более 100 тысяч человек

## Культура и туризм
Услуги населению в сфере культуры оказывают 11 центров культуры:
- 6 библиотек, с книжным фондом 489,7 тыс. экземпляров, обслуживают больше чем 25 тыс. читателей;
- Парк Машиностроителей, расположенный на 70 га, принимает больше 8 тыс. посетителей в год.
- Кинотеатр «Салют» (не работает);
- Детская школа искусств № 5 объединяет 408 детей и подростков на 4 отделениях: музыкальном, театральном, хореографическом, художественном;
- Дворец культуры «Металлист» ДП «Завод им. Малышева».